# Jacques-André Boiffard
Jacques-André Boiffard, né le 29 juillet 1902 à Épernon (Eure-et-Loir) et mort le 22 juillet 1961 à Paris 7e, est un photographe et médecin français. Avec Man Ray, il compte parmi les principaux photographes du groupe surréaliste depuis ses débuts jusqu'en 1929.

## Biographie
Son père était notaire à Épernon et Jeanne, sa mère, était une amie de Gertrude Stein.
En 1924, alors qu'il est étudiant en médecine, son ami d'enfance, l’auteur surréaliste Pierre Naville, lui fait rencontrer André Breton. Boiffard séduit, devient un membre actif de la centrale surréaliste. Il écrit, en décembre 1924, avec Paul Éluard et Roger Vitrac, la préface du premier numéro de la revue La Révolution surréaliste. Rapidement, il préfère la photographie à la littérature, et devient l'assistant de Man Ray ; dès lors, il participe à La Révolution surréaliste essentiellement comme photographe. Il est l'auteur de neuf photographies dont la « très belle et très inutile Porte Saint-Denis » illustrant le livre d'André Breton, Nadja publié en 1928. Exclu du groupe surréaliste en 1929, il contribue au pamphlet Un cadavre en réalisant la photographie de Breton, les yeux clos et le front ceint d'une couronne d'épines, collabore à la revue Documents de Georges Bataille puis à la disparition de celle-ci, en 1931 il abandonne toute pratique artistique et se consacre exclusivement à la médecine, se spécialisant en radiologie.
Pour C. Maillard-Chary, ce revirement surprenant n'est sans doute pas totalement contradictoire avec l'attitude surréaliste. Dans Le bestiaire des surréalistes, il écrit : « La biologie fait partie de l'horizon culturel des futurs surréalistes... Louis Aragon et Breton ont suivi un cursus médical complet ; Philippe Soupault est le fils d'un médecin réputé des hôpitaux ; plusieurs praticiens, Théodore Fraenkel et Jacques-André Boiffard dans les années 1920, Pierre Mabille et Maurice Heine ensuite, ont été mêlés de près aux activités du groupe, sans négliger l'apport de Jacques Lacan pour la genèse de la "méthode" paranoïaque-critique. »

## Collections, expositions
- 1998 :  Fictions intimes, Centre Georges Pompidou
- 2014 :  Jacques-André Boiffard, la parenthèse surréaliste, Centre Georges Pompidou, galerie de photographies (5 novembre 2014 -2 février 2015), commissariat : Clément Chéroux et Damarice Amao